# Hohenstein (Thüringen)
Hohenstein ist eine Gemeinde im Landkreis Nordhausen in Thüringen, die nach der früheren Grafschaft Hohenstein benannt wurde.

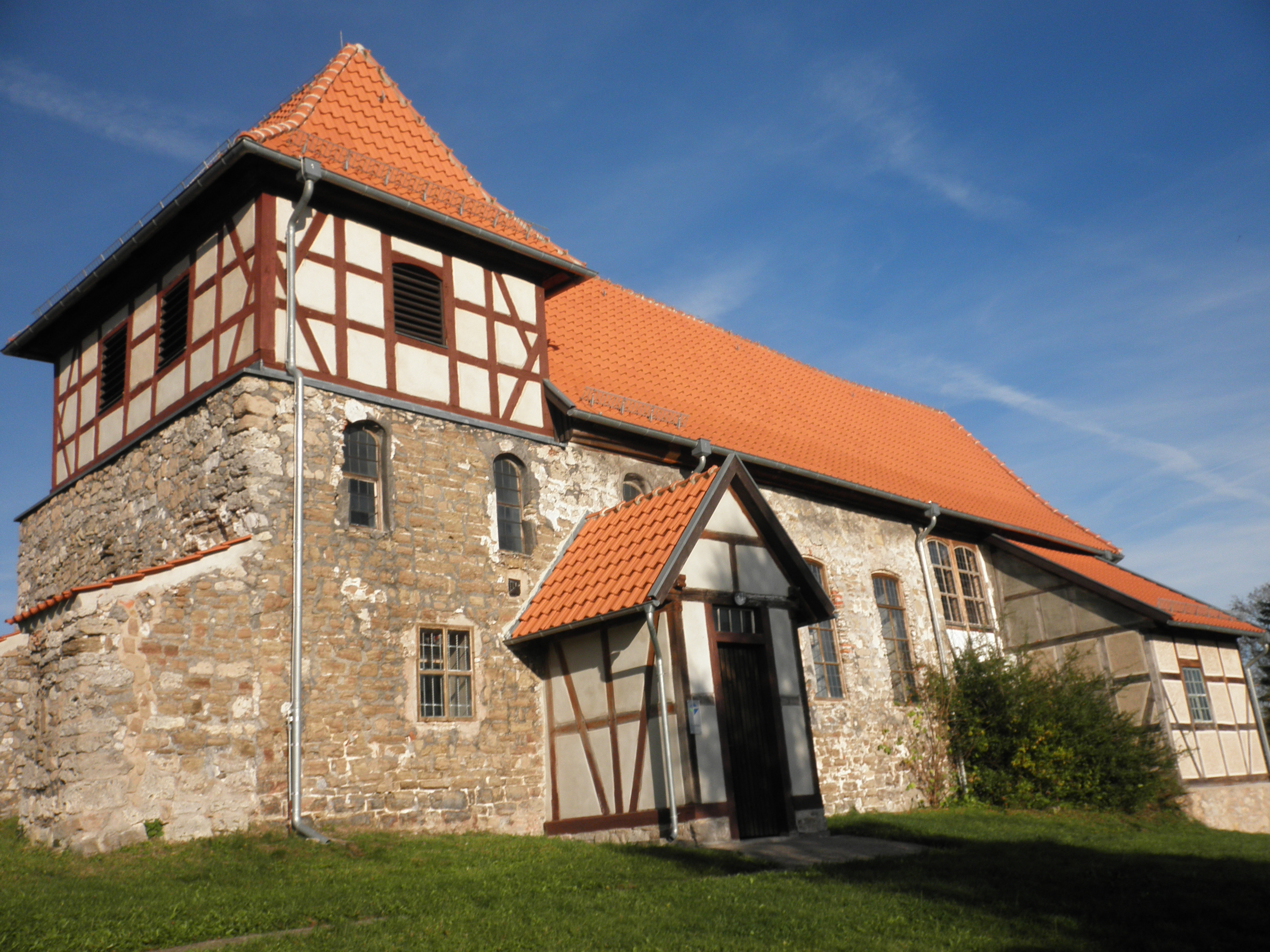
Kirche in Hohenstein-Branderode

## Gliederung
Die Gemeinde Hohenstein besteht aus den folgenden Ortsteilen:
- Branderode
- Holbach
- Klettenberg, Gründung mit Errichtung der Burg Klettenberg 1087, Sitz der Gemeindeverwaltung
- Liebenrode (mit dem am 1. Juli 1950 eingemeindeten Weiler Steinsee)[2]
- Limlingerode
- Mackenrode
- Obersachswerfen
- Schiedungen, mit dem Gehöft Pfaffenstock
- Trebra

## Geschichte
Die Gemeinde Hohenstein entstand am 18. Oktober 1996 aus der 1991 gegründeten Verwaltungsgemeinschaft Grenzland, deren neun ehemalige Mitgliedsgemeinden heute Ortsteile der Gemeinde Hohenstein sind.
Während des Zweiten Weltkrieges mussten mindestens 100 Kriegsgefangene sowie Frauen und Männer aus Polen, Frankreich und der Sowjetunion Zwangsarbeit verrichten: in Klettenberg auf dem Gut Hickethier und in Börgardts Gipsfabrik sowie in der Landwirtschaft von Liebenrode-Steinsee, Limlingerode, Schiedungen und Mackenrode. Seit 1944 mussten in einem KZ-Außenkommando von Dora-Mittelbau 300 Häftlinge bei der Errichtung der Helmetalbahn arbeiten.

### Einwohnerentwicklung
Entwicklung der Einwohnerzahl:
| - 1996 – 3202 - 1997 – 3267 - 1998 – 3154 - 1999 – 3086 - 2000 – 3095 - 2001 – 2979 - 2002 – 2949 | - 2003 – 2903 - 2004 – 2784 - 2005 – 2788 - 2006 – 2757 - 2007 – 2694 - 2008 – 2646 - 2009 – 2633 | - 2010 – 2606 - 2011 – 2382 - 2012 – 2331 - 2013 – 2311 - 2014 – 2243 - 2015 – 2200 - 2016 – 2210 | - 2017 – 2182 - 2018 – 2167 - 2019 – 2100 - 2020 – 2105 - 2021 – 2066 - 2022 – 2039 - 2023 – 2048 |

 Datenquelle: ab 1994 Thüringer Landesamt für Statistik – Werte vom 31. Dezember

## Politik

### Gemeinderat
Der Gemeinderat in Hohenstein besteht seit der Kommunalwahl vom 26. Mai 2024 aus 14 Ratsmitgliedern. Davon gehören 8 zu der Wählergemeinschaft „Aus der Mitte – Bürger für Höhenstein“, die restlichen 6 zu der Wählergemeinschaft „Gemeinsam für Hohenstein – zehn Orte, ein Weg“. Außer diesen beiden Listen trat nur noch die SPD an, welche mit 3,3 Prozent der Stimmen aber keinen Sitz im Gemeinderat erreichte. Die Wahlbeteiligung lag bei 77,0 Prozent (2019: 73,5 Prozent).

### Bürgermeister
Der Parteilose Jens Sauer ist seit 2021 Bürgermeister von Hohenstein. Er setzte sich mit 52,3 Prozent gegen seinen langjährigen Amtsvorgänger Andreas Gerbothe (CDU) durch, welcher seit 2009 amtierte.

### Gemeindepartnerschaft
Partnergemeinde von Hohenstein ist Offenberg in Bayern.

## Persönlichkeiten
- Ernst von Hohnstein (1562–1593), letzter männlicher Vertreter der Harzgrafen von Ho(h)nstein, im Ortsteil Klettenberg geboren
- Johann Heinrich Michaelis (1668–1738), evangelischer Theologe und orientalischer Philologe, im Ortsteil Klettenberg geboren
- August Gottlieb Spangenberg (1704–1792), Theologe und Missionar, im Ortsteil Klettenberg geboren
- Fritz Voigt (1882–1945), Gewerkschafter und Widerstandskämpfer, im Ortsteil Trebra geboren
- Sarah Kirsch (1935–2013), Lyrikerin und Büchnerpreisträgerin, im Ortsteil Limlingerode geboren